# Kokonoe
Kokonoe (九重町, Kokonoe-machi) est un bourg du district de Kusu, dans la préfecture d'Ōita, au Japon.
Au 1er décembre 2014, la population s'élevait à 9 779 habitants répartis sur une superficie de 271,41 km2.